# Yvan Le Bolloc'h
Yvan Le Bolloc'h (20 de dezembro de 1961) é um ator e apresentador de TV francês.